# Hino da cidade do Rio de Janeiro
O hino da cidade do Rio de Janeiro é chamado Cidade Maravilhosa, uma marcha composta por André Filho e arranjada por Silva Sobreira para o Carnaval de 1935. Esse epíteto para a cidade foi utilizado pela escritora francesa Jane Catulle Mendès em seu livro de poemas La Ville Merveilleuse (A Cidade Maravilhosa) publicado em Paris em 1913 como uma homenagem às suas belezas naturais. Na década de 1960, a marchinha de André Filho foi "oficializada" como hino. Porém, só em agosto de 2003 a Câmara Municipal do Rio de Janeiro efetivamente tornou Cidade Maravilhosa o hino oficial do município.
Seu título foi inspirado num programa radialístico de grande sucesso à época, apresentado por César Ladeira, onde este lia as "Crônicas da Cidade Maravilhosa", escritas pelo futuro imortal da Academia Brasileira de Letras, Genolino Amado.
Foi gravada originalmente por Aurora Miranda e André Filho em 1934 pela Odeon e lançada em discos 78 rpm.
Aurora gravou a marcha por sugestão de Carmen Miranda, a qual pretendia lançar a irmã mais nova no cenário artístico e na rádio, pois esta possuía grande talento.
Por esta razão, Carmen passou a incluí-la em todos os seus shows e no coro de suas gravações. Quando o compositor André Filho mostrou-lhe a música Cidade maravilhosa, Carmen achou que aquela seria uma oportunidade de ouro para a irmã. André Filho concordou imediatamente e, juntamente com Aurora Miranda, gravou Cidade maravilhosa de forma magistral.
| “ | Cidade Maravilhosa Cheia de Encantos Mil... Cidade maravilhosa, Coração do meu Brasil! >>> | ” |

Estribilho de Cidade Maravilhosa, o hino da cidade do Rio de Janeiro.

## Gravações
| - Gilberto Alves, Carlos Ramires, Lírio Panicalli & Orquestra (1955) - Raul de Barros (1957) - Coro Misto & Orquestra RCA Victor Brasileira - Coral de Severino Araújo - Banda do Corpo de Bombeiros - Guerra Peixe - Banda do Corpo de Bombeiros do Rio de Janeiro (1960) - Leal Brito (piano) com Irani Pinto (violino) & Osvaldo Orico - Ray Conniff - Grande Orquestra Carnavalesca e Côro de Foliões (1967) - Meireles e sua Orquestra e Coro (1967) - Renato de Oliveira & Orquestra (1968) - Orquestra Popular da Guanabara(1968) - Radamés Ganattali Orquestra & Coro - Os Pequenos Cantores da Guanabara, Coro de Joab Teixeira (1969) - Maria Bethânia | - Ely Arcoverde - Imperiais do Ritmo (1972) - Sílvio Caldas (1973) - Banda do Canecão (1973) - Severino Filho Orquestra & Coro - Coro Popular de Samuel Rosemberg - Delora Bueno - Banda de Música & Coro da Cidade de Jacareí (1976) - Banda do Touguinha (1977) - Grupo dos Foliões (1977) - Trio Tambatajá (1978) - Samba Livre (1978) - The Freedonn Machine (1978) - A Grande Banda do Chopp (1979) - Billy Eckstine (1979) - As Melindrosas (1979) | - Flabanda (1980) - Martinho da Vila - Banda Carnavalesca Cidade Maravilhosa (1981) - Ivanildo (Sax) - Beth Carvalho (1984) - Banda de Roberto Sodré - Banda Carioca - Coro Oba Oba (1986) - Tião Macalé (1989) - As Cantoras do Rádio (1991) - Banda Rio-Copa (1991) - Leo Gandelman (1993) - Banda Galera Campeã - Comando Geral - Banda Gol (1998) - Daniela Mercury na cerimônia de abertura dos Jogos Pan-Americanos de 2007 - Caetano Veloso (2008) - Detonautas |

## Hino alternativo
Um outro hino foi composto para o Quarto Centenário da cidade, cuja letra se deve a Manuel Bandeira e a música a Francisco Mignone.[carece de fontes?]
| “ | Guanabara, Guanabara, és coração do Brasil Na beleza de tua luz clara, Serás sempre, o futuro o dirá, >>> | ” |

Trecho do Hino alternativo